# تل قب الياس
تل قبّ الياس ( بلانجليزيه: Tell Kabb Elias) موقع أثري على بعد 3 كم جنوب غرب شتورة في محافظة البقاع. يعود تاريخه على الأقل إلى العصر الحجري الحديث